# 六条さんのアトリビュート
『六条さんのアトリビュート』はセトユーキによる日本の4コマ漫画作品。『まんがタイムきららMAX』（芳文社）にて2019年9月号・10月号にゲスト掲載されたのち、2020年2月号から2022年10月号にかけて連載された。なお、ゲスト版と連載版では設定が一部異なっており、ストーリー上のつながりはない。

## あらすじ
美大を目指すも「強みがない」と言われてしまった一宮このみ。
1人暮らしを始め、引っ越し先のボロボロの新居で美術の知識が豊富な謎の幽霊六条さんと出会う。
このみはある美大にどうしても行かなければだめな理由があり、六条さんに教えを乞うことになる。

## 登場人物
一宮 このみ（いちのみや このみ）
本作の主人公。とある目的の為に美大を目指す。しっかり者。
六条さん
このみの新居にいた謎の幽霊。どこか抜けている。

## 書誌情報
- セトユーキ『六条さんのアトリビュート』芳文社〈まんがタイムKRコミックス〉、既刊1巻（2021年3月26日現在）
  1. 2021年3月26日発売[2]、ISBN 978-4-8322-7266-8